# Siesta (film)
Siesta is een Amerikaanse dramafilm uit 1987 geregisseerd door Mary Lambert. Het verhaal is gebaseerd op het gelijknamige boek van Patrice Chaplin. Hoofdrollen worden gespeeld door Ellen Barkin, Gabriel Byrne en Jodie Foster.

## Synopsis
De jonge Amerikaanse Claire wordt wakker in een luchthaven en weet niet hoe daar zijn te beland en wat er gebeurde. Ze vreest dat ze betrokken is bij een moord. Via flashbacks probeert ze uit te vissen wat haar laatste activiteiten waren: zo sprong ze op een event georganiseerd door Del in een net en was ze in Madrid. 

## Rolverdeling
| Acteur              | Personage |
| ------------------- | --------- |
| Ellen Barkin        | Claire    |
| Gabriel Byrne       | Augustine |
| Julian Sands        | Kit       |
| Isabella Rossellini | Marie     |
| Martin Sheen        | Del       |
| Alexei Sayle        | Cabbie    |
| Grace Jones         | Conchita  |
| Jodie Foster        | Nancy     |
| Anastassia Stakis   | Desdra    |
| Gary Cady           | Roger     |

## Nominaties
| Wedstrijd                       | Categorie                | Ontvanger(s)                 | Resultaat   | Ref.  |
| ------------------------------- | ------------------------ | ---------------------------- | ----------- | ----- |
| Avoriaz Fantastic Film Festival | Grand Prize              | Mary Lambert                 | Genomineerd |       |
| Film Independent Spirit Awards  | Best First Feature       | Mary Lambert - Gary Kurfirst | Genomineerd |       |
| Golden Raspberry Awards 1987    | Worst Supporting Actress | Grace Jones                  | Genomineerd | [ 3 ] |
| Golden Raspberry Awards 1987    | Worst Supporting Actress | Isabelle Rossellini          | Genomineerd | [ 3 ] |